# Lobo-hombre en París
«Lobo-Hombre en París» es una canción escrita e interpretada por la banda de rock española La Unión como parte de su álbum debut de 1984 Mil siluetas, siendo con mucho su mayor éxito internacional.
La canción está basada en un cuento del escritor francés Boris Vian. Se vendieron más de 200 000 sencillos y con ella lograron ser número 1 en ventas durante 9 semanas consecutivas y un disco de oro en España.
La canción se considera uno de los grandes éxitos del rock en español de los años 1980 y tuvo un gran éxito en América Latina, por lo que ha sido interpretada por diferentes artistas tanto en su país natal como en Hispanoamérica.
Fue promocionado con un notable vídeo musical en blanco y negro, que recrea escenas en el París de los años 1940 en la que se desenvuelve el protagonista de la letra.

## Historia
La canción está inspirada en el cuento El lobo-hombre (cuyo título original en francés es Le loup garou), escrito por Boris Vian en 1947. La canción fue escrita originalmente por la banda de rock española La Unión en su álbum de 1984 Mil siluetas. Tiempo después fue interpretada por otros artistas, como el grupo venezolano de rock alternativo Témpano, quienes la incluyeron en su quinto álbum de estudio titulado Témpano de 1987; o la española Ana Belén en 1988, aunque la primera versión que se conoció en México fue la del grupo infantil Parchís. En Chile, país fuertemente afectado por la severa censura de la dictadura cívico-militar de Pinochet, fue primero conocido el cover de la banda venezolana, esta versión abrió la puerta al ingreso posterior de la versión original de La Unión, la que a la sazón sería ampliamente reconocida y popular, relegando al olvido a la versión venezolana. Por último, destaca la versión del grupo colombiano The Mills en su álbum Babel. También existe una edición de esta última versión con Andrea Echeverri, vocalista y líder de la banda Aterciopelados.
El tema ha sido clasificado por la revista Rolling Stone en el número 61 de las 200 mejores canciones del pop-rock español, según el ranking publicado en 2010.

## Posicionamiento en listas

### Listas semanales
| País (Lista 1984)  | Posición más alta |
| ------------------ | ----------------- |
| España (Billboard) | 1                 |

## Versiones
| Versiones de "Lobo-Hombre en París" | |                |          |  |
| N.º                                 | Título | Música         | Duración |  |
| 1.                                  | «Lobo-Hombre en París» (original, álbum Mil siluetas, ℗ 1984)                                             | La Unión       | 3:52     |  |
| 2.                                  | «Lobo-Hombre en París» (álbum Parchis, ℗ 1985)                                                            | Parchís        | 4:08     |  |
| 3.                                  | «Lobo-Hombre en París» (álbum Todo por el rock, ℗ 1986)                                                   | Asha           | 3:20     |  |
| 4.                                  | «Lobo-Hombre en París» (álbum Témpano, ℗ 1987)                                                            | Témpano        | 3:49     |  |
| 5.                                  | «Lobo-Hombre en París» (álbum A la sombra de un león, ℗ 1988)                                             | Ana Belén      | 4:22     |  |
| 6.                                  | «Lobo-Hombre en París» (álbum Babel, ℗ 2010)                                                              | The Mills      | 3:47     |  |
| 7.                                  | «Lobo-Hombre en París» (álbum Sin Aliento, ℗ 2012)                                                        | Volován        | 3:43     |  |
| 8.                                  | «Lobo-Hombre en París» (álbum Cada Minuto Cuenta (Canciones de la Serie Original de Prime Video), ℗ 2024) | Luisa Almaguer | 3:44     |  |

### Versión de Témpano
La banda de Pop Rock venezolana Témpano realizó una versión de la composición, la cual fue lanzada como sencillo promocional de su álbum homónimo de 1987, en el cual se desmarcaban de su anterior etapa de Rock Progresivo, para alinearse con un estilo fuertemente comercial. El álbum fue grabado en los Estudios Circus de Caracas, Venezuela, por los ingenieros de grabación Jorge G. García y Juan Miguel. Las mezclas se realizaron en Londres, Reino Unido, por Austin Ince y Tito Saavedra, en los Estudios Roundhouse y remasterizado finalmente en los Estudios Audio Uno de Caracas, Venezuela, por Francisco Castañedo.

#### Integrantes (1987)
- Gerardo Ubieda (batería y percusión)
- Francisco Morales (guitarra)
- Alexis Peña (voz)
- Iker Gastaminza (teclados)
- José Ignacio Martín (teclados)

#### Músicos invitados
- Andy Pask (bajo)
- Tito Duarte (saxo)

### Versión de The Mills
El grupo de rock colombiano The Mills hizo una copia de ella, que fue el tercer sencillo de la banda, incluida como la pista número siete para su álbum debut Babel. Esta versión fue lanzada en las estaciones de pop en Colombia el 4 de agosto de 2010. La canción fue grabada en Bogotá y mezclada en Miami. Además, incluye versiones grabadas con la vocalista de Aterciopelados Andrea Echeverri.
| "Lobo-Hombre en París" por The Mills |                                                              |          |  |
| N.º                                  | Título                                                       | Duración |  |
| 1.                                   | «Lobo-Hombre en París» (Versión del álbum)                   | 3:47     |  |
| 2.                                   | «Lobo-Hombre en París con Aterciopelados» (Versión rock)     | 3:40     |  |
| 3.                                   | «Lobo-Hombre en París con Aterciopelados» (Versión especial) | 3:29     |  |

#### Vídeo musical
El vídeo musical estuvo bajo la dirección de Andrea Olarte y fue grabado en la ciudad de Bogotá, Colombia el 7 de septiembre de 2009. El otro vídeo musical con Andrea Echeverri también fue grabado en la misma ciudad, el videoclip muestra partes de la versión original y hay partes donde se ven a Andrea y el vocalista de la banda, Bako, en un estudio de grabación cantando. El videoclip comenzó a rotar en señales como Canal 13 y en MTV Centro, dándose a conocer a nivel continental debutando en el conteo de Los 10 + pedidos.